# Alalkomenai (Paionien)
Alalkomenai (altgriechisch Ἀλαλκομεναί) war eine antike illyrische Stadt.
Strabon berichtet, dass es sich bei Alalkomenai um eine Stadt des illyrischen Stammes der Deuriopes gehandelt habe. Sie soll in der Deuriopos genannten Gegend am Oberlauf des Flusses Erigon in der Landschaft Paionien gelegen haben. Die Städte der Deuriopes, zu denen Strabon neben Alalkomenai noch Bryanion und Stubera zählt, sollen bemerkenswert bevölkerungsreich gewesen sein.
Im Lexikon von Stephanos von Byzanz wird Alalkomenai unter der Namensform Alkomenai (griechisch Ἀλκομεναί) geführt.